# L’Hombre

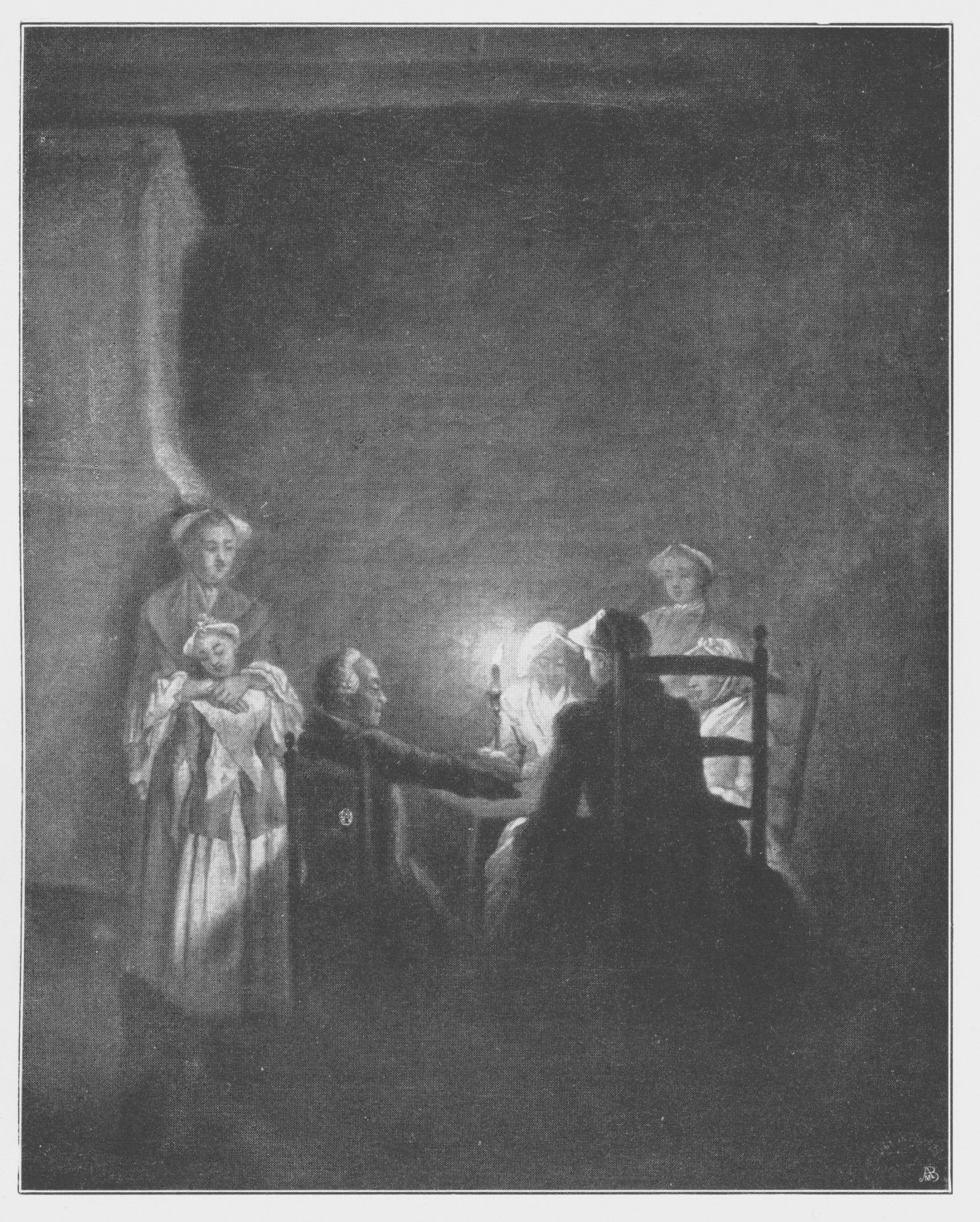
L’hombrepartie, Gemälde von Daniel Chodowiecki

L’Hombre, auch Lomber, auf Plattdeutsch Lumber (von hombre, spanisch Mann, gemeint ist der Spieler), ist ein früher weit verbreitetes Kartenspiel für drei Personen. Im 17. und 18. Jahrhundert wurden speziell für dieses Spiel kunstvoll gestaltete dreiseitige Lombertische hergestellt.
L’Hombre war sehr einflussreich für die Geschichte der Kartenspiele, denn darüber wurde das Prinzip des Reizens in viele andere Kartenspiele übertragen, unter anderem in die modernen Tarock-Varianten sowie das Skat.
Die folgende Beschreibung des L’Hombre stützt sich auf Meyers Konversationslexikon von 1888. Eine Vierspielervariante von L’Hombre war Quadrille.

## Geschichtlicher Hintergrund und Verbreitung

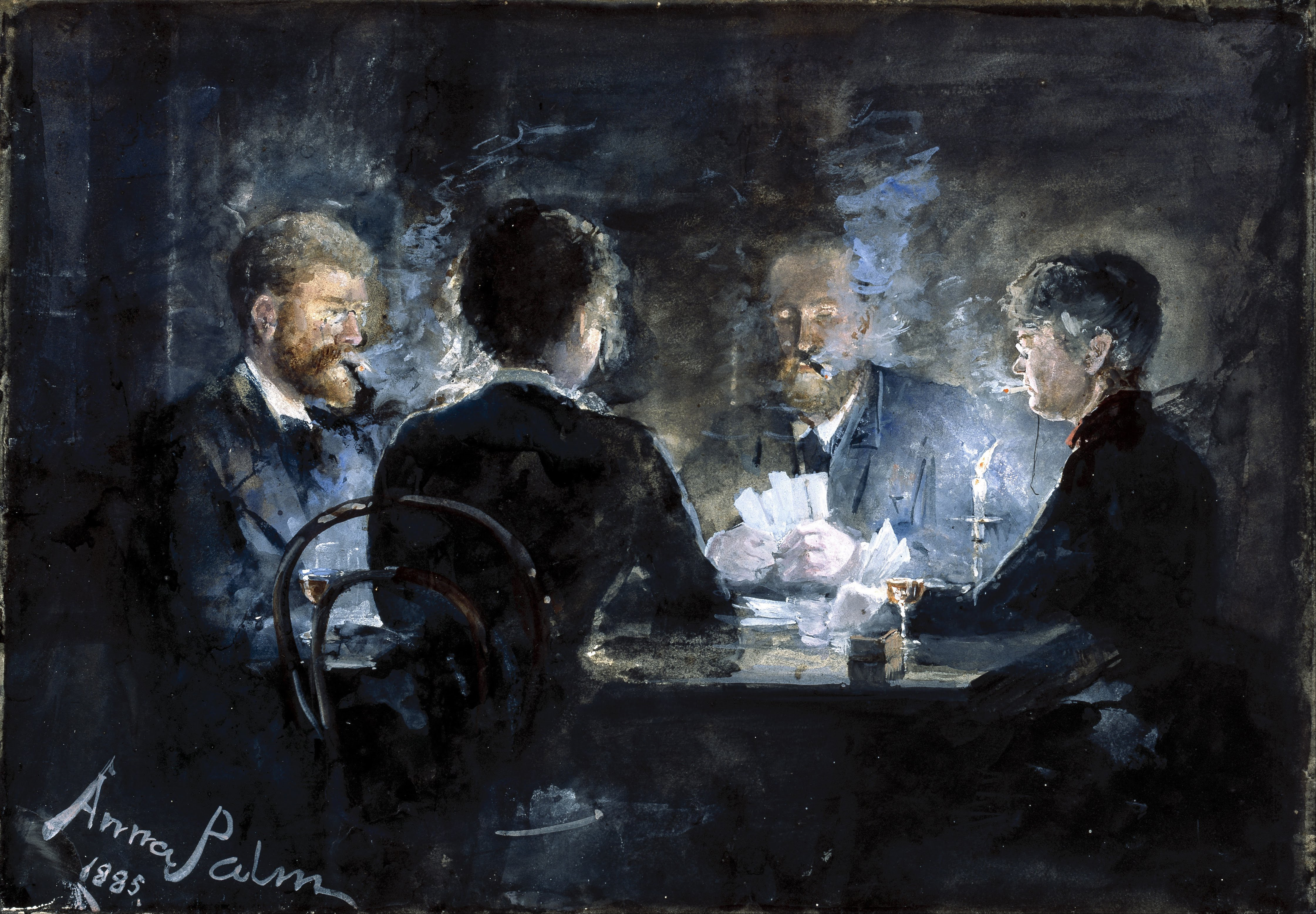
A Game of L'hombre in Brøndum's Hotel von der schwedischen Künstlerin Anna Palm de Rosa, c. 1885

Die historische Bedeutung von Ombre im Bereich der Spielkarten liegt darin, dass es das erste Kartenspiel war, bei dem die Trumpffarbe durch Reizung und nicht durch das zufällige Aufdecken der ersten Karte des Stapels festgelegt wurde. Dieses Spiel entwickelte sich aus Triumph, wobei die Idee des Reizens von L'Hombre in andere Kartenspiele wie Skat und Tarock übernommen wurde.
Die genaue Ursprünge des L'Hombre sind unbekannt, aber es scheint, dass es in Spanien als ein Spiel zu viert erfunden wurde und später durch seinem Ableger Renegado – ein Spiel zu dritt – ersetzt worden ist. Als l'Hombre bzw. Ombre erreichte Renegado England und Frankreich etwa zur gleichen Zeit. Die erste Erwähnung in Frankreich stammt aus dem Jahr 1671. In England ist es bereits 1661 dokumentiert, und 1662 wurde ein Regelwerk veröffentlicht. Das Spiel blieb vom späten 17. bis ins 18. Jahrhundert in fast allen Teilen Europas in Mode.
Von dort kam es wahrscheinlich durch Maria Teresa, der Gemahlin Ludwigs XIV., an den französischen Hof und verbreitete sich rasch in ganz Europa. Im Laufe des 18. und 19. Jahrhunderts wurde L’Hombre in Frankreich und England mehr und mehr vom Whist verdrängt, und nur in Deutschland und Dänemark behauptete es bis zum Ende des 19. Jahrhunderts seinen vornehmen Rang. L’Hombre war allerdings – als eher kompliziertes und schwieriges Spiel – nie in weiten Kreisen verbreitet.
In Spanien wird L’Hombre auch Juego del tresillo (Dreispiel) genannt und mit national-spanischen Karten (ohne Achten und Neunen) gespielt, in Deutschland dagegen mit der französischen Karte nach Ausscheidung der Achten, Neunen und Zehnen, also mit 40 Blättern.
Als Deutsches Solo wird es in vereinfachter Form mit dem Skat-Blatt – ohne Achten und Neunen, also mit 24 Karten – gespielt.

## Die Regeln
Die Grundzüge des Spiels sind etwa folgende:

### Kartenverteilung
Von den drei Spielern gibt derjenige als erster, der Pik zieht. L’Hombre wird gegen den Uhrzeigersinn gespielt: Der Geber lässt daher links abheben und gibt jedem Spieler neun Blätter in Würfen zu je drei Karten, die übrigen dreizehn Karten legt er als Talon in die Mitte des Tisches.

### Bestimmung des Hombre
Mit einem zweiten Spiel macht die Nachhand Farbe (Couleur). Nun wird durch Abfragen bestimmt, wer Hauptspieler (Hombre) wird. Dabei muss die Nachhand die Vorhand überbieten oder passen. Gegen den Hauptspieler sind die beiden anderen sodann verbündet.

### Rangfolge der Spielkarten
In allen regelmäßigen Spielen des L’Hombre gibt es drei beständige höchste Trümpfe:
1. die Spadille, das Pik-Ass;
2. die Manille, je nach der Farbe des Trumpfes eine schwarze Zwei oder eine rote Sieben;
3. die Basta, das Treff-Ass.

Von diesen Hauptkarten abgesehen, ist die Blätterfolge in den schwarzen Farben: König, Dame, Bube, Sieben, Sechs etc. bis Zwei, in den roten: König, Dame, Bube, Ass, Zwei, Drei etc. bis Sieben. Jede schwarze Farbe hat also elf, jede rote zwölf Trümpfe. Die Könige der Farben, die nicht Trumpf sind, heißen Forcen. Das Ass einer roten Farbe heißt Ponto oder Ponte.

### Zugaberegeln
Solange die angespielte Farbe vorhanden ist, wird Farbe bedient. Danach darf gestochen oder beigegeben werden.

### Spielarten
Im ursprünglichen L’Hombre gibt es nur vier Spiele:
- Frage
- Frage in Couleur
- Solo (Sans prendre) und
- Solo in Couleur.

Bei jedem dieser regelrechten Spiele soll der Hombre versuchen, fünf Stiche zu erzielen. Er kann aber auch par quatre gewinnen, wenn ein Gegenspieler drei, der andere zwei Stiche macht; jedoch ist hierauf natürlich nicht zu rechnen. Die Gegner spielen so, dass der Schwächere seine hohen Karten loszuwerden sucht, um nicht den stärkeren Aide (Partner) überstechen zu müssen.
Spielt man Frage, so legt man seine schlechten Blätter ab und nimmt vom Talon dafür andere. Bei Tournee deckt man ein Blatt des Talons auf und spielt in der Farbe desselben; frische Blätter darf man kaufen wie bei der Frage. Die Obscurs sind sehr gewagte Spiele; man wirft dabei acht oder alle Karten weg und kauft von oben oder unten neue, man muss also vier oder alle fünf Stiche erst finden. Wer Respekt spielt, muss beide schwarzen Asse haben und diese aufzeigen. Er hat dann noch die Wahl, ob er tournieren (Groß-Casco machen) oder Obscur spielen (die sieben Blätter außer den beiden Assen wegwerfen und durch andere ersetzen) will. Solo wird, wie der Name andeutet, aus der Hand (ohne zu kaufen) gespielt.
Später kamen noch die sogenannten Schikanen hinzu, nämlich: Tournee oder Klein-Casco, Obscur von oben oder unten, mit acht und neun Blättern, Respekt (entweder als Tournee, Groß-Casco oder Obscur), Solo tout (d. h. die gemeldete Vole, der Alleinspieler verpflichtet sich, alle Stiche zu machen) und Solo tout in Couleur. Die Spiele Grandissimo, bei dem nur die schwarzen Asse Trümpfe sind, Nullissimo, bei dem gar kein Atout existiert, und Mohr (wenn alle passen) sind fast gar nicht üblich geworden.